# Jemma Simpson
Jemma Louise Simpson (Plymouth, 10 februari 1984) is een Britse middellangeafstandloopster, die gespecialiseerd is in de 800 en de 1500 m. Ze nam eenmaal deel aan de Olympische Spelen, maar behaalde geen medaille.

## Biografie

### Jeugd
In 2002 werd Simpson vierde op de 800 m tijdens de WK voor junioren. Een jaar later verging het haar op deze afstand beter bij de Europese jeugdkampioenschappen in Tampere. Met een tijd van 2:03.42 eindigde ze achter de Roemeense Simona Barcau (goud; 2.02,76) en haar landgenote Charlotte Moore (zilver; 2.03,40).

### Senior
In 2006 moest Simpson genoegen nemen met een zesde plaats op de 800 m bij de Gemenebestspelen in Melbourne. Twee jaar later nam zij deel aan de Olympische Spelen in Peking. Op de 800 m sneuvelde ze in de reeksen: in een tijd van 2.02,16 eindigde ze als vierde in haar reeks.
In 2010 eindigde ze op de 800 m met 1.59,90 als vijfde bij de Europese kampioenschappen in Barcelona. Jaren later werd haar vijfde plaats omgezet in een vierde, nadat duidelijk was geworden dat winnares Savinova doping had gebruikt. Op 10 februari 2017 werd de Russische atlete door het Internationaal Sporttribunaal (TAS) voor vier jaar geschorst en werden bovendien alle uitslagen van haar tussen 26 juli 2010 en 19 augustus 2013 geschrapt.

## Titels
- Brits kampioene 800 m – 2007, 2009, 2010

## Persoonlijke records
Outdoor
| Afstand | Prestatie | Datum         | Plaats      |
| ------- | --------- | ------------- | ----------- |
| 800 m   | 1.58,74   | 22 juli 2010  | Monaco      |
| 1000 m  | 2.39,70   | 20 maart 2010 | Eugene      |
| 1500 m  | 4.06,39   | 22 mei 2010   | Los Angeles |

Indoor
| Afstand | Prestatie | Datum            | Plaats     |
| ------- | --------- | ---------------- | ---------- |
| 800 m   | 2.01,25   | 16 februari 2008 | Birmingham |
| 1500 m  | 4.11,17   | 8 maart 2008     | Valencia   |

## Palmares

### 800 m
Kampioenschappen
- 2001: 8e  WK U20 – 2.11,38
- 2002: 4e  WK U20 – 2.04,11
- 2003:   EK U20 – 2.03,42
- 2005:  Britse (AAA-)kamp. - 2.03,34
- 2006:  Britse (AAA-)kamp. - 2.00,49
- 2006: 6e  Gemenebestspelen – 2.01,11
- 2007:  Britse kamp. - 2.00,91
- 2007: 6e in ½ fin. WK - 2.00,48
- 2007: 7e  IAAF Wereldatletiekfinale – 2.00,78
- 2008:  Britse kamp. - 2.00,49
- 2008: 4e in serie OS - 2.02,16
- 2009:  Britse kamp. - 2.01,16
- 2009: 5e in ½ fin. WK - 2.00,57
- 2009: 7e  IAAF Wereldatletiekfinale – 2.00,99
- 2010:  Britse kamp. - 2.01,50
- 2010: 4e EK – 1.59,90 (na DQ Maria Savinova)
- 2012:  Britse kamp. - 2.02,29
- 2012: 6e EK – 2.02,14

Golden League-podiumplekken
- 2009:  Memorial Van Damme – 1.59,40

Diamond League-podiumplekken
- 2010:  Herculis – 1.58,74
- 2010:  Aviva London Grand Prix – 1.59,26

### 1500 m
- 2008: 4e in serie WK indoor - 4.11,17
- 2014: 5e in serie WK indoor - 4.11,93
- 2014: 15e FBK Games – 4.14,55